# Delphine Girard
Delphine Girard est une réalisatrice belge née au Québec, dont le troisième court métrage, Une sœur, est nommé en 2020 pour l'Oscar du meilleur court métrage en prises de vues réelles.

## Biographie
De père canadien et de mère belge, Delphine Girard grandit à Bruxelles.
D'abord comédienne, elle suit une formation de réalisatrice à l'INSAS. Son film de fin d'étude, Monstre, est remarqué et primé dans plusieurs festivals en 2015.
Son troisième court métrage, Une sœur, figure dans la sélection de l'Oscar du meilleur court métrage 2020.
[réf. souhaitée]

## Filmographie
- 2014 : Monstre (court métrage)
- 2017 : Caverne (court métrage)
- 2018 : Une sœur (court métrage)
- 2023 : Quitter la nuit (long métrage)

## Distinctions
- 2015 : 
  - prix de la Meilleure Fiction au Festimages ;
  - prix Fédération Wallonie-Bruxelles BSFF ;
  - Grand Prix au Court en dit long (Paris) ;
  - premier Prix au RIFF (Rhode Island) ;
  - Be TV Price au FIFF, pour Monstre.
- 2018 : Festival de Namur 2018 : Prix du Meilleur Court-Métrage Compétition Nationale de la Fédération Wallonie-Bruxelles, Prix du Public Court-Métrage, Prix BeTV Court Métrage, Prix de l'Université de Namur, pour Une sœur[2].
- 2019 : 
  - Grand prix du festival international du film de Rhode Island ;
  - Prix du meilleur film du festival Spasm, pour Une sœur.
- 2020 : nomination pour l'Oscar du meilleur court métrage en prises de vues réelles pour Une sœur.